# Fabled Lands
Fabled Lands est une série de livres-jeu, écrits par Dave Morris et Jamie Thomson (en), et publiée initialement entre 1995 et 1996 ; traduction en français des six volumes par les éditions Alkonost. Les aventures se déroulent dans le monde de Harkuna.
Les livres ont été réédités en 2010 sur papier et transposés sur support électronique (pour iPad, iPod et ipod Touch), et un jeu de rôle est paru en 2011, traduit en français en 2012.

## Principe des livres
Les livres suivent un principe très différent des livres-jeux classique. En effet, le corpus, composé de six tomes — douze étaient prévus initialement —, forme un tout, et il est possible de passer d'un livre à l'autre.
Chaque livre décrit une partie du monde de Harkuna, et contient une carte. On visite différents lieux, et selon les actions choisies, le joueur coche des codes. Ce qui se passe dans un lieu dépend des codes déjà cochés. Les voyages sont l'occasion d'événements aléatoires, d'incidents.
Il n'y a pas de trame particulière, pas de mission ni de quête principale, le personnage évolue librement dans le monde. Lorsque le personnage arrive au bord d'une carte, il change de livre. Les codes cochés dans un ouvrage peuvent avoir une influence dans un autre ouvrage.
Le personnage a la possibilité d'acquérir des maisons et d'y entreposer son matériel — et se l'y faire voler. Il peut aussi s'enrichir par le commerce. 
Ainsi, les livres n'ont pas de but particulier, pas de mission, pas de quête. Le seul but du héros est d'explorer ce monde.
Chaque livre contient entre 679 et 786 paragraphes.

## Harkuna
Chaque livre correspond à une région du monde d'Harkuna.
| Livre                          | Région              | Inspiration                               | Notes                                             |
| ------------------------------ | ------------------- | ----------------------------------------- | ------------------------------------------------- |
| The War-Torn Kingdom           | Sokara              | Russie                                    |                                                   |
| Cities of Gold & Glory         | Golnir              | Royaume d'Angleterre                      |                                                   |
| Over the Blood Dark Sea        | The Violet Ocean    | les débuts de la navigation au long cours |                                                   |
| The Plains of Howling Darkness | The Great Steppes   | Norvège                                   |                                                   |
| The Court of Hidden Faces      | Uttaku              | Royaume de France                         |                                                   |
| Lords of the Rising Sun        | Akatsurai           | Japon féodal                              |                                                   |
| The Serpent King's Domain      | Ankon-Konu          | Amazonie                                  | publié en 2018 après une campagne sur Kickstarter |
| The Lone and Level Sands       | The Desert of Bones | Égypte antique                            | ces ouvrages n'ont jamais été publiés             |
| The Isle of a Thousand Spires  | Chrysoprais         | Chine impériale                           | ces ouvrages n'ont jamais été publiés             |
| Legions of the Labyrinth       | Atticala            | Antiquité grecque                         | ces ouvrages n'ont jamais été publiés             |
| The City in the Clouds         | Dangor              | Babylone                                  | ces ouvrages n'ont jamais été publiés             |
| Into the Underworld            | The Underworld      |                                           | ces ouvrages n'ont jamais été publiés             |

## Parutions

### Édition originale
Les livres sont parus initialement chez Pan Books (Macmillan).
1. The War-Torn Kingdom
2. Cities of Gold and Glory
3. Over the Blood-Dark Sea
4. The Plains of Howling Darkness
5. The Court of Hidden Faces
6. Lords of the Rising Sun

Les deux premiers ouvrages sont parus aux États-Unis sous le titre Quest, chez Price Stern Sloan.

### Éditions amateur
Six autres tomes étaient initialement prévus : The Serpent King's Domain, The Lone and Level Sands, The Isle of a Thousand Spires, Legions of the Labyrinth, The City in the Clouds, et Into the Underworld.
Le tome 9, The Isle of a Thousand Spires, a été écrit par un amateur, Sarven McLinton, et mise à disposition sur Scribd . Le tome 7, The Serpent King's Domain, a été partiellement rédigé par un amateur.

### Réédition de 2010
Les six livre originaux ont été réédités en 2010 par Fabled Lands Publishing LLP. L'adaptation numérique a été faite par l'éditeur français Megara Entertainment.

### Fabled Lands Quest
La collection Fabled Lands Quest a été créé pour des ouvrages se déroulant sur Harkuna, mais n'ayant pas de lien avec les autres livres. Le premier volume, paru en octobre 2014, est une adaptation du Repaire des morts-vivants de la série Défis fantastiques : en effet, Dave Morris avait refusé de céder les droits du livre lors de la cession de la série Fighting Fantasy de Puffin Books à Icon Books[source insuffisante], il a donc pu rééditer l'ouvrage dans cette nouvelle collection.
- (en) Dave Morris et Jamie Thomson, The Keep of the Lich Lord, Fabled Lands Publishing, 2014, 222 p. (ISBN 978-1-909905-21-4) une version collector est également en préparation chez l'éditeur Megara Entertainment

### Édition française
Les six premiers livres sont parus aux éditions Alkonost :
1. Fabled Lands 1 : Le Royaume déchiré, mars 2018,  (ISBN 979-10-97577-02-5), février 2020,  (ISBN 979-10-97577-11-7).
2. Fabled Lands 2 : Les Richesses du Golnir, décembre 2018,  (ISBN 979-10-97577-05-6), février 2020,  (ISBN 979-10-97577-12-4).
3. Fabled Lands 3 : Par-delà la mer de sang noir, août 2020,  (ISBN 979-10-97577-15-5).
4. Fabled Lands 4 : Les Hordes des Grandes Steppes, août 2020,  (ISBN 979-10-97577-14-8).
5. Fabled Lands 5 : La Cour des Masques, octobre 2021,  (ISBN 979-10-97577-26-1).
6. Fabled Lands 6 : Les Seigneurs du Levant, novembre 2023 (ISBN 979-10-97577-47-6).

## Le jeu de rôle
Le jeu de rôle a été écrit par Shane Garvey, Richard S. Hetley, Rodney Leary, Jamie Wallis et Andrew G. « Andy » Wright, et édité par Greywood Publishing. Il a été traduit en français par Megara Entertainment.
L'éditeur français avait prévu de sortir le supplément Sokara en 2012. Malgré une campagne de financement participatif, le projet est abandonné.
Publications en anglais
- (en) Shane Garvey et Jamie Wallis, Fabled Lands Role Playing Game : Core Rule Book, Greywood Publishing/Cubicle 7, 2011, 177 p. (ISBN 978-0-85744-074-7)
- (en) Jamie Wallis, Sokara, the War-Torn Kingdom : Source Book, Greywood Publishing/Cubicle 7, 2011, 80 p. (ISBN 978-0-85744-111-9)
- (en) Jamie Wallis, Golnir, Cities of Gold and Glory : Source Book, Greywood Publishing/Cubicle 7, 2012, 80 p. (ISBN 978-0-85744-125-6)

Publications en français
- Shane Garvey et Jamie Wallis, Fabled Lands le jeu de rôle : Livre des règles, Megara Entertainment, 2012 (ISBN 978-2-9539441-0-5)